# Heyweiler
Das Dorf Heyweiler der Ortsgemeinde Beltheim liegt inmitten der Mittelgebirgslandschaft des Hunsrück in der Verbandsgemeinde Kastellaun im Rhein-Hunsrück-Kreis, Rheinland-Pfalz.

## Lage
Heyweiler liegt nördlich von Beltheim und westlich von Sevenich. Der Ort ist weitgehend von Wald umgeben und liegt oberhalb des nördlich vorbeifließenden Baybachs, eines Nebenflusses der Mosel.

## Geschichte
Heyweiler gehörte ursprünglich zur Pfarrei Beltheim, landesherrlich zur Grafschaft Sponheim. Um das Jahr 1310, nach neueren Erkenntnissen des Landeshauptarchiv Koblenz wohl 1330–1335, wird der Ort unter dem Namen Heymwilre im Sponheimischen Gefälleregister der Grafschaft Sponheim erwähnt.
1795–1814 war Heyweiler französisch besetzt und kam danach an Preußen. 
Am 17. März 1974 wurde Heyweiler in die Ortsgemeinde Beltheim eingegliedert.

## Kirche
In der Pfarrei Beltheim wurde 1557 die Reformation in Form des Calvinismus eingeführt, doch blieb das Geschlecht der Walpotten von Bassenheim, das um Beltheim begütert war, katholisch, sodass es zu heftigen konfessionellen Auseinandersetzungen kam; bis heute ist die Gemeinde Beltheim konfessionell geteilt. Die Pfarrei Beltheim wurde im Zuge der Reformation aufgelöst, doch wurde Heyweiler 1696 der (katholischen) Gemeinde Gödenroth zugeschlagen, wogegen die evangelischen Heyweilerer protestierten und zum Teil den Kirchgang nach Gödenroth boykottierten. In der Mitte des 18. Jahrhunderts wurde daraufhin der Bau einer eigenen Kirche in Angriff genommen, die 1838 eine Orgel bekam. 1914 wurde die alte Kirche durch eine neue ersetzt.
Seit dem 1. Januar 2019 gehört Heyweiler zur evangelischen Kirchengemeinde Zehn Türme. Diese bildete sich aus der Fusion der bis dahin selbstständigen Kirchengemeinden Bell-Leideneck-Uhler, Riegenroth, Gödenroth-Heyweiler-Roth und Horn-Laubach-Bubach.

## Politik
Politisch wird der Ortsbezirk Heyweiler vom Ortsbürgermeister und dem Ortsgemeinderat Beltheim vertreten, verfügt aber auch über einen eigenen Ortsbeirat und einen Ortsvorsteher. Der Ortsbeirat besteht aus fünf Mitgliedern.
Ortsvorsteher ist Mike Schneider.

## Religion
Während die meisten anderen Ortsteile Beltheims katholisch geprägt sind, hat Heyweiler eine evangelische (reformierte) Kirche, die zur Kirchengemeinde Gödenroth/Heyweiler gehört.

## Wirtschaft
Das Wirtschaftsleben des Ortes wird traditionell durch Landwirtschaft und zunehmend auch durch kleine Dienstleistungsbetriebe dominiert. Während früher nahezu jede Familie des Ortes in der Landwirtschaft Arbeit gefunden hatte, verfügt der Ort heute nur noch über zwei Vollerwerbsbetriebe. Auch der Tourismus, der vor allem in den 1970er Jahren blühte, ist zurückgegangen, sodass die Gaststätte des Ortes mittlerweile schließen musste.

### Großbrand
Ein Großbrand zerstörte am 16. Februar 1990 die im Ort ansässige Sargfabrik und verursachte einen Sachschaden in Millionenhöhe. Der Altbau brannte völlig aus. Viele Maschinen und ein Teil der schon bearbeiteten Materialvorräte wurden ein Raub der Flammen. Die Büroräume des Unternehmens wurden ebenfalls völlig zerstört.